# Коул (мис)
18°21′35″ пн. ш. 88°14′24″ зх. д. / 18.35972° пн. ш. 88.24000° зх. д.
Мис Коул (англ. Punta Caul) — мис на півострові Юкатан в Белізії і в акваторії Карибського моря.

## Географія
Мис Коул знаходиться в Карибському морі, зокрема в його затоці-бухті Четумаль на узбережжі Белізу, країни Латинської Америки. Ця частинка суходолу, адміністративно приналежна до округу Коросаль і розташована на його береговій лінії та є топографічним орієнтиром-координатою на півночі країни.